# Commissione feudale

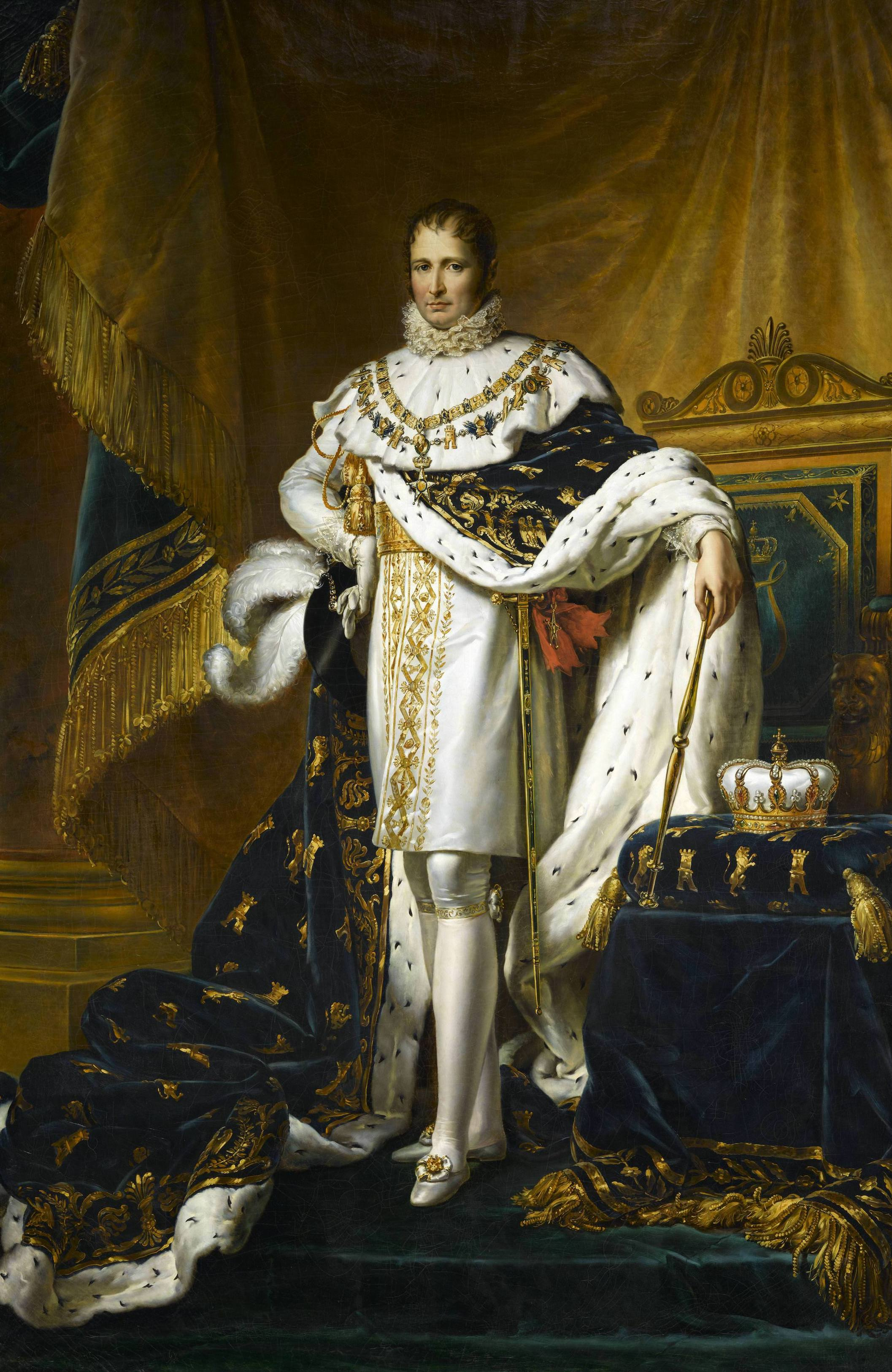
Giuseppe Bonaparte.

La Commissione feudale è stato un tribunale speciale del Regno di Napoli, istituito con Decreto dell'11 dicembre 1807, per giudicare sulle liti fra i baroni e la municipalità nate a seguito dell'abolizione del feudalesimo.

## Attività
Il 2 agosto 1806 Giuseppe Bonaparte, Re di Napoli, promulgò la legge con cui veniva abolità la feudalità ed erano restituite alle varie sovranità tutte le giurisdizioni e le proprietà assoggettata ai tributi regi.
Il 1º settembre fu ordinata la ripartizione dei territori feudali e lo scioglimento delle promiscuità esistenti fra le universitas e gli ex feudatari. Venne allora istituita la Commissione feudale, allo scopo di giudicare insindacabilmente sulle liti nate a seguito dell'emissione del decreto. Il 24 ottobre vennero nominati i commissari ripartitori.
Nei primi tempi, l'attività della Commissione non sembrò essere incisiva. Con l'ascesa al trono di Gioacchino Murat e con il sostegno di Giuseppe Zurlo, i suoi membri cominciarono a premere sui municipi affinché reclamassero i loro diritti contro gli ex-feudatari. I risultati furono evidenti, tant'è vero che il suo presidente, Winspeare, nella Storia degli abusi feudali, ricordò in particolare come la Commissione feudale esaminò e risolse, nel giro di poco meno di tre anni, ben 1395 vertenze in ordine ai diritti feudali.
L'attività della Commissione si protrasse fino al 1º settembre 1810. In quattro anni l'organismo studiò oltre trecentomila processi ed emise oltre tremila sentenze, riunite in 97 volumi dal titolo "Bollettino delle sentenze della Commissione feudale", dichiarato ufficiale con decreto 26 settembre 1836.
Le funzioni giurisdizionali della Commissione furono trasmesse agli intendenti e, dopo l'Unità, con legge 20 marzo 1865 n. 2248, ai prefetti del Regno d'Italia.

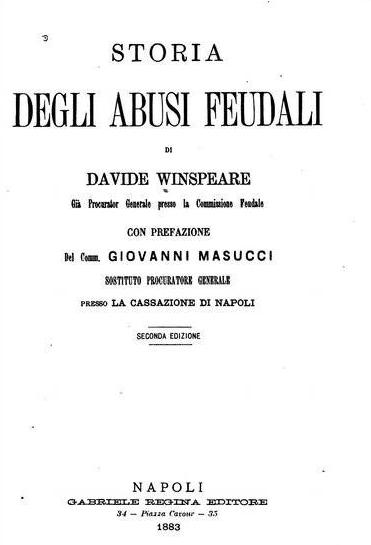
Frontespizio della Storia degli Abusi Feudali di David Winspeare

## Componenti
La Commissione era costituita dai seguenti giuristi:
- David Winspeare (Presidente)
- Domenico Coco
- Giacinto Dragonetti
- Giuseppe Franchini
- Giuseppe Raffaelli
- Nicola Vivenzio

Le sue sentenze, come del resto le successive decisioni dei ripartitori, aventi valore di legge, vennero pubblicate su un periodico, denominato «Bullettino delle sentenze emanate dalla Suprema Commissione per le liti fra i già baroni ed i comuni», l'indice del quale, formato di oltre 900 pagine, uscì nel 1859.